# Thalia-Theater (Berlin)

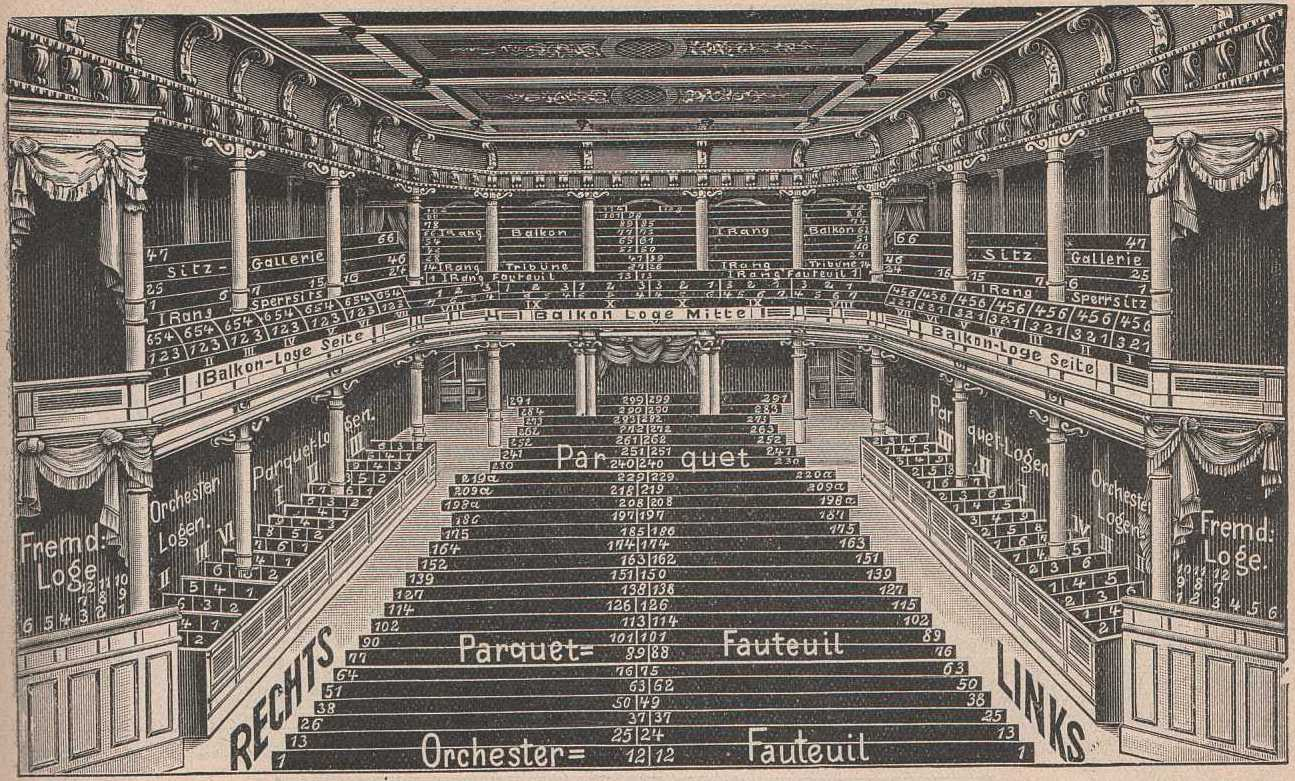
Thalia-Theater, Saal 1912

Das Thalia-Theater war ein Privat-Theater in der Luisenstadt in Berlin (heute Berlin-Mitte), Dresdener Straße 72/73.

## Geschichte
Am 1. Dezember 1867 eröffnete der Gastwirt Joseph Schnorfeil (1806–1869) das Etablissement Alcazar mit Konzert, Komik und Gesang. 1869 erwarb der Ratsmaurermeister Gustav Gause das Grundstück. Der große Saal des Lokals Alcazar wurde für Theaterzwecke umgebaut. Das neue Theater erhielt zunächst den Namen Luisenstädtisches Theater und begann seinen Spielbetrieb am 30. November 1869 unter der Direktion von Julius Witt. Von 1871 bis 1879 leitete Hermann Schreier das Unternehmen. Von 1880 bis 1887 folgte Josef Firmans.
1887 übernahm Hermann Meier die Direktion und benannte das Theater in Eden-Theater um.
Noch im gleichen Jahr erwarb der Regisseur und Schauspieler Adolf Ernst das Theater und nannte es Adolf-Ernst-Theater. Nachdem es renoviert war, fand die Eröffnung am 1. August 1888 statt. Im Sommer 1890 ließ Ernst das Haus durch Carl Gause, Sohn von Gustav Gause, umbauen und mit elektrischem Licht versehen. Den größten Erfolg hatte das Theater mit dem Stück „Charleys Tante“, das am 18. September 1893 deutschsprachige Erstaufführung hatte. Nach 400 Aufführungen zog sich Adolf Ernst 1896 vom Theater zurück, nachdem er das Haus bereits 1893 an das Bankgeschäft J. Koppel & Co. verkauft hatte.
Wilhelm Hasemann (1843–1910) vom Wallner-Theater übernahm die Leitung und nannte die Bühne Thalia-Theater. 1899 gab er die Direktion an Jean Kren und Alfred Schönfeld ab. Die beiden ließen das gesamte Gebäude renovieren und modernisieren und mit einer prachtvollen Jugendstilfassade versehen. Die Eröffnung fand am 9. September 1899 statt. 1902 wurden die Kaufleute Fedor Berg, Josef Brasch und Albert Levy neue Eigentümer. Von 1905 bis 1908 war Paul Lincke als Kapellmeister und Hauskomponist tätig. Auf Lincke folgte Jean Gilbert. Nach dem Tod Schönfelds im Jahr 1916 leitete Kren das Theater bis 1922 allein weiter, aber nach 1918 kam der große Absturz. Das Theater fiel in die Rolle einer regionalen Bühne zurück, hielt sich noch eine Weile unter wechselnder Leitung, bis zur Zerstörung im Zweiten Weltkrieg.